# يوهانس دي يونغ
يوهانس دي يونغ (بالهولندية: Johannes de Jong)‏ (و. 1885 – 1955 م) هو عالم عقيدة، وكاهن كاثوليكي، من مملكة هولندا، توفي في آمرسفورت، عن عمر يناهز 70 عاماً.

## مناصب
تولى منصب رئيس الاساقفة، وأسقف.

## التعليم
تعلم في الجامعة الغريغورية الحبرية، وجامعة القديس توما الأكويني البابوية.

## جوائز
حصل على جوائز منها:
- الصالحون بين الأمم.